# HTTP/3
HTTP/3 – trzecia generacja protokołu używanego w ramach sieci WWW, pomyślana jako następca HTTP/2 i ustandaryzowana w dokumencie RFC 9114 ↓. HTTP/3 ma przyspieszyć proces przesyłania informacji oraz rozwiązać problem blokowania nagłówka połączenia podczas pobierania pakietów metodą multipleksowania.
W porównaniu ze starszymi wersjami HTTP, które bazowały na protokole sterowania transmisją (TCP) do przesyłania danych, trzecia wersja opiera się na bazującym na UDP protokole QUIC, zaprojektowanym przez firmę Google. Po HTTP/2 opartym na protokole SPDY jest to druga wersja protokołu HTTP autorstwa Google.
Protokół w ostatecznej wersji został opublikowany przez IETF w czerwcu 2022 roku w dokumencie RFC 9114 ↓. Według danych opublikowanych przez serwis W3Techs, w marcu 2023 około 25% z najpopularniejszych 10 milionów stron internetowych wspierało protokół HTTP/3. Protokół zaimplementowano w szeregu przeglądarek internetowych, począwszy od zarządzanego przez Google projektu Chromium oraz opartych na nim Chrome, Edge, Operze oraz w Firefoksie (od listopada 2019 r. poprzez flagę, a domyślnie od kwietnia 2021 r. w wersji 88) fundacji Mozilla. W przeglądarce Safari firmy Apple jest dostępny w postaci eksperymentalnej.